# Potorous platyops
Potorous platyops är en utdöd pungdjursart som först beskrevs av John Gould 1844. Potorous platyops ingår i släktet Potorous och familjen råttkänguruer. IUCN kategoriserar arten globalt som utdöd. Inga underarter finns listade.
Arten var med en kroppslängd (huvud och bål) av cirka 24 cm samt med en svanslängd av ungefär 18 cm en av de minsta släktmedlemmarna. Den hade spräcklig gråaktig päls på ovansidan och mer enhetlig grå päls på undersidan. Jämförd med andra släktmedlemmar var kraniet bred.
Pungdjuret förekom i delstaterna South Australia och Western Australia i Australien. Habitatet utgjordes främst av skogar. Arten dog troligen ut på grund av introducerade tamkatter och sjukdomar. Fem individer som fångades för ett museum 1875 är de sista som dokumenterades.